# Severočeský krajský přebor 1966/1967
V soubojích Severočeského krajského přeboru 1966/67 se utkalo 14 týmů dvoukolovým systémem podzim – jaro. Tento ročník skončil v červnu 1967.

## Výsledná tabulka
Zdroj:
| Poř. | Tým                           | Z  | V  | R | P  | VG | OG | B  |
| ---- | ----------------------------- | -- | -- | - | -- | -- | -- | -- |
| 1.   | TJ Sklo Union Teplice „B“     | 26 | 17 | 4 | 5  | 79 | 45 | 38 |
| 2.   | TJ SEPAP Štětí                | 26 | 16 | 3 | 7  | 60 | 44 | 35 |
| 3.   | TJ Baník Kopisty              | 26 | 12 | 7 | 7  | 53 | 41 | 31 |
| 4.   | TJ VJŠ Jirkov                 | 26 | 12 | 6 | 8  | 47 | 29 | 30 |
| 5.   | Dukla Litoměřice              | 26 | 13 | 4 | 9  | 65 | 48 | 30 |
| 6.   | TJ Sloven Liberec „B“         | 26 | 11 | 6 | 8  | 43 | 45 | 30 |
| 7.   | TJ Slovan Varnsdorf           | 26 | 11 | 3 | 11 | 53 | 49 | 27 |
| 8.   | TJ Lokomotiva Bílina          | 26 | 10 | 5 | 11 | 52 | 41 | 25 |
| 9.   | TJ Dynamo Trmice              | 26 | 10 | 5 | 11 | 46 | 52 | 25 |
| 10.  | TJ Spartak Roudnice nad Labem | 26 | 8  | 8 | 10 | 42 | 42 | 24 |
| 11.  | TJ Slovan Frýdlant            | 26 | 9  | 3 | 14 | 45 | 58 | 21 |
| 12.  | TJ Rumburk                    | 26 | 8  | 4 | 14 | 38 | 59 | 20 |
| 13.  | TJ Baník Lom                  | 26 | 5  | 8 | 15 | 47 | 76 | 18 |
| 14.  | TJ LIAZ Jablonec „B“          | 26 | 3  | 4 | 19 | 29 | 74 | 10 |

Poznámky:
- Z = Odehrané zápasy; V = Vítězství; R = Remízy; P = Prohry; VG = Vstřelené góly; OG = Obdržené góly; B = Body

|  | Postup do Divize C 1967/68             |
|  | Sestup do příslušné I. A třídy 1967/68 |